# 莫斯科24
莫斯科24（俄语：Москва 24）是俄羅斯媒體公司「莫斯科媒體」（Москва Медиа）旗下的一條電視頻道，於2011年9月5日正式開播，並由全俄國家電視廣播公司參與頻道的日常營運和管理。這條頻道主要播放各類特色電影、莫斯科本地新聞以及跟該市相關的資訊節目，並在2016年4月1日開始以16:9畫面格式播放。